# شركة الدار العقارية
شركة الدار العقارية هي شركة تطوير العقارية في إمارة أبوظبي، الإمارات العربية المتحدة. تأسست عام 2004 ويتم تداول أسهمها في سوق أبو ظبي للأوراق المالية وأغلب أسهمها مملوكة لكل من شركة مبادلة للاستثمار وجهاز أبوظبي للاستثمار ويعتبر مقر شركة الدار العقارية أول مبنى دائري في منطقة الشرق الأوسط يقع في منطقة الراحة التي تعتبر إحدى مشاريعها الكبرى في أبو ظبي.
طورت الشركة بتطوير من المشاريع الكبرى في إمارة أبو ظبي مثل شاطئ الراحة وحدائق الراحة وجزيرة ياس التي تتضمن حلبة مرسى ياس وعالم فيراري وفندق ياس مارينا وعدة مشاريع أخرى. يعود تاريخ تأسيس الشركة لعام 2004، وفي 2013 تم دمجها مع شركة صروح العقارية في مارس 2018 شركة الدار العقارية تعلن عن شراكة إستراتيجية مع شركة إعمار في دبي.
عام 2020 صنفت كأكبر شركة عقارات في الإمارات العربية المتحدة بقيمة سوقية قدرت بـ 19.97 مليار درهم إماراتي بعد إرتفاع أسهمها بنسبة 15 في المئة.

## المشاريع

### مشاريع نفذت
أهم المشاريع التي نفذتها الشركة:

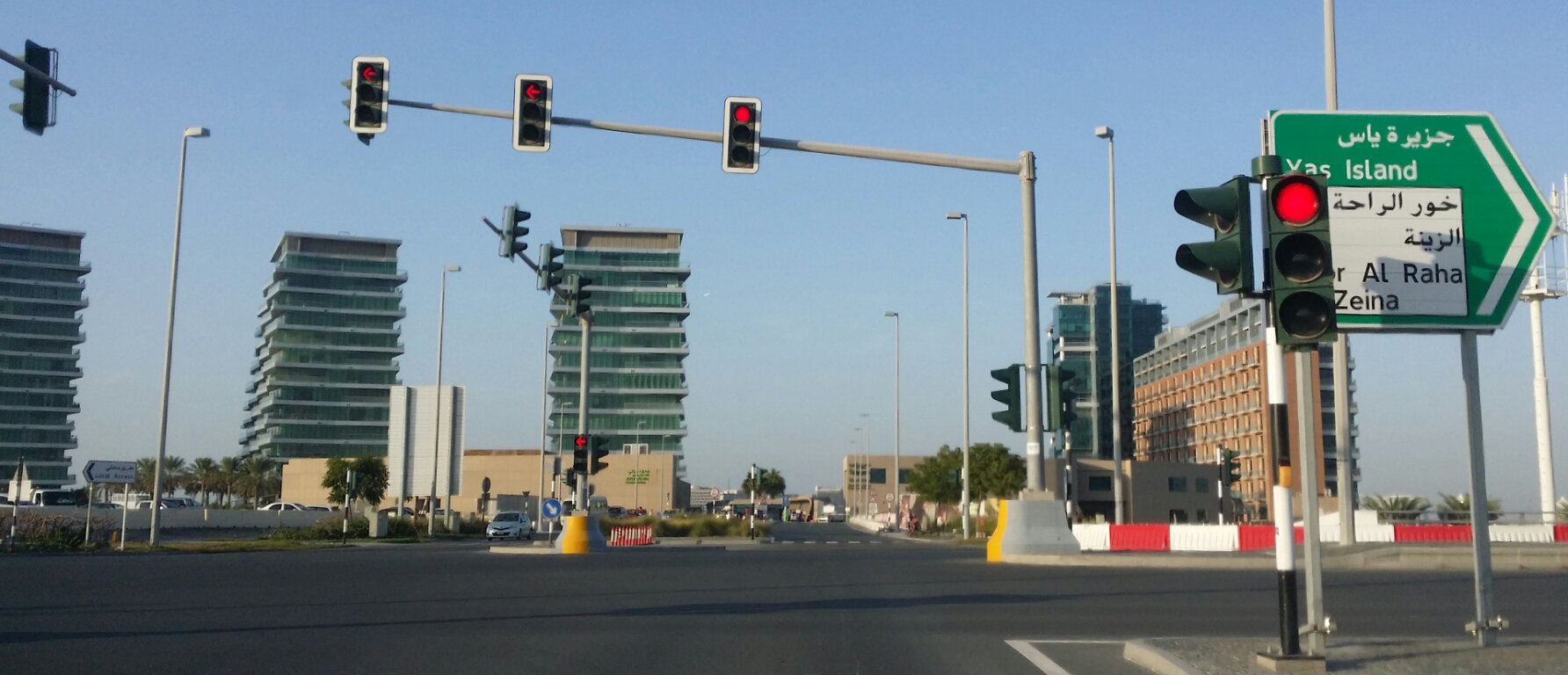
مشروع البندر بشاطئ الراحة

- مشروع أبراج البوابة وبرج القوس بجزيرة الريم مشروع سكني عدد المساكن يقدر بـ 3,533 وحدة وتبلغ مساحته 465,870 متراً مربعاً.
- مشروع الاتحاد بلازا بمدينة خليفة بمساحته تقدر 132,116 متراً مربعاً، يتمثل في مشروع سكني عدد المساكن يقدر بـ 789 وحدة.
- مشروع البطين بارك بشاطئ الراحة يتمثل في مشروع سكني عدد المساكن يقدر عدد المساكن بـ 359 وحدة وبمساحة تقدر بـ 102,491 متراً مربعاً.
- مشروع البندر بشاطئ الراحة مشروع سكني يقدر عدد المساكن بـ 511 وحدة.
- مشروع الريانة بجانب نادي أبوظبي للغولف يقدر عدد الوحدات السكنية بـ 1,537 وحدة بإجمالي مساحة أرضية تقدر بـ 212,933 متراً مربعاً.
- مشروع الزينة بشاطئ الراحة وهو مشروع سكني يقدر عدد الوحدات 1,221 وحدة.
- مشروع السلع بالمنطقة الغربية لأبوظبي وهو مشروع سكني يقدر عدد الوحدات 448 وحدة وبإجمالي مساحة أرضية تقدر بـ 215,488 متراً مربعاً.
- مشروع الغريبة وهو مشروع سكني يقدر بـ 1,022 فيلا.* مشروع الفلاح مشروع سكني بشرق مطار أبوظبي الدولي بعدد وحدات سكنية تقدر بـ 4869 وحدة وبمساحة مساحة 12.5 مليون متر مربع.
- مشروع القرم بموقع الطريق الساحلي بإجمالي مساحة أرضية 90,415.46 متر مربع وعدد الوحدات السكنية 73 وحدة.
- مشروع القوس في أبراج البوابة بجزيرة الريم يضم 991 وحدة سكنية.
- مشروع المركز التجاري العالمي يقع بشارع خليفة بن زايد الأول بمدينة أبوظبي بمساحة تقدر 226,295 متراً مربعاً.جزيرة اللؤلؤ

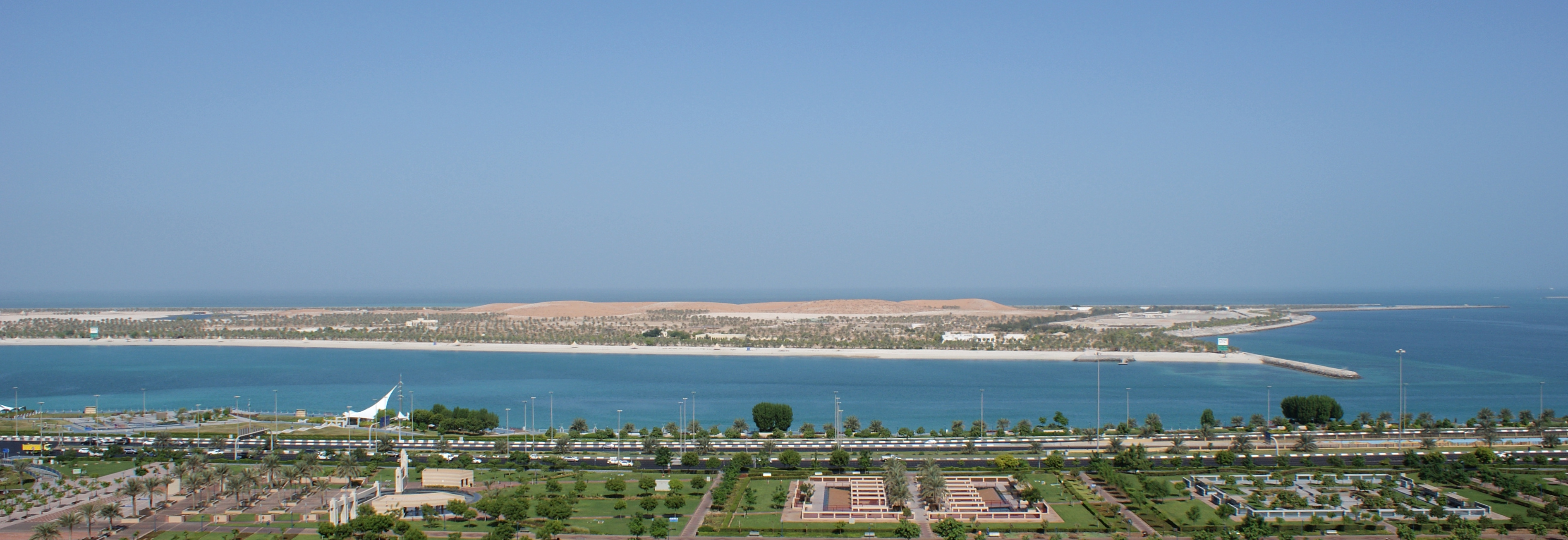
جزيرة اللؤلؤ

- مشروع المنيرة بشاطئ الراحة وهو مشروع سكني بعدد 1,445 وحدة سكنية.
- مشروع المنيرة بشاطئ الراحة وهو مشروع سكني بعدد 233 وحدة سكنية.
- مشروع برج تالا بجزيرة الريم - مرينا سكوير بإجمالي مساحة أرضية 10,461 متراً مربعاً و375 شقة.

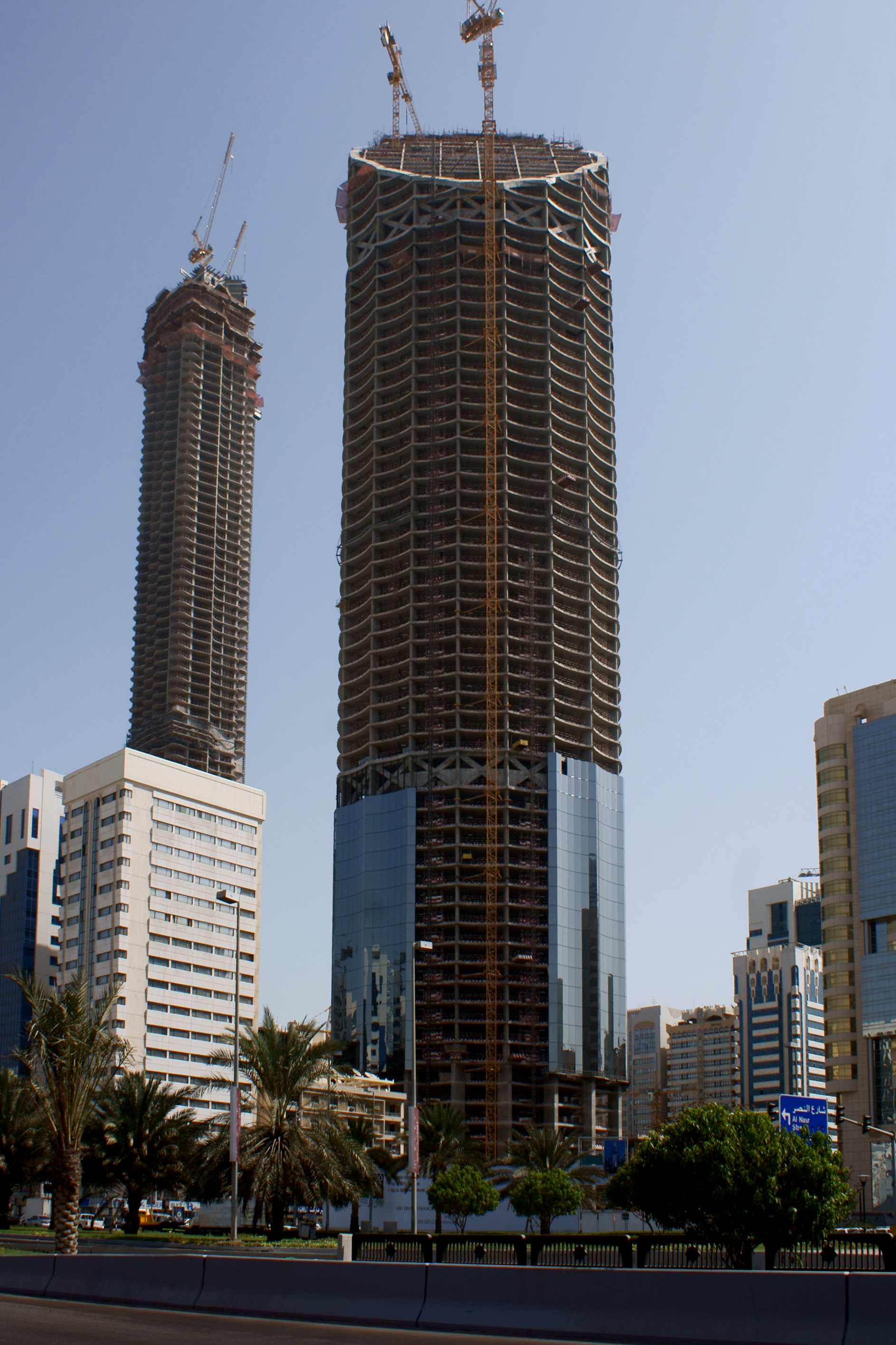
برج الثقة

- برج الثقةمشروع برج محمد بن راشد بشارع خليفة بن زايد الأول بعدد 474 وحدة سكنية.
- مشروع برجي صن أند سكاي بجزيرة الريم بإجمالي مساحة أرضية 243,068.74 مترٍ مربعٍ، و1,154 وحدة سكنية.
- مشروع جزيرة اللؤلؤ تقع على بعد 500 متر من كورنيش أبوظبي وتقدر مشاحة المشروع الإجمالية بت 5,026,984 متراً مربعاً.
- مشروع حدائق الجولف يقع موازٍ لملعب أبوظبي للغولف وبإجمالي مساحة أرضية 140,000 متر مربع وبعدد 395 وحدة سكنية.
- مشروع مُجمَّع أنسام السكني بالجانب الغربي لجزيرة ياس عدد الوحدات السكنية بالمرحلة الأولى 547 وحدة بعدد مباني 12 بناية.
- مشروع ذا بردجز.
- مشروع ويست ياس يقع بجزيرة ياس وهو مسروع سكني يقدر بـ 1017 وحدة سكنية.
- مشروع الريمان يقع بالشامخة، بمدينة أبوظبي عدد أراضي سكنية 786.
- مشروع مُجمَّع المريف يقع بمدينة خليفة عدد الوحدات السكنية 281 وحدة.
- مشروع وطني هو مجمع سكني بمدينة خليفة بـ 2,548 وحدة سكنية على مساحة 254,033 متراً مربعاً.
- مشروع مجمع ابوظبي للطيران مجمع سكني بـ 60 فيلا.
- مشروع وحدات البنتهاوس.
- مشروع قرية العيون تقع بالقرب من نادي العين الرياضي على مساحة إجمالية 46,200 متر مربع و148 وحدة سكنية.
- مشروع ساس النخل يقع بأم النار، بالقرب من نادي أبوظبي للغولف بعدد وحدات سكنية تقدر بـ 588 وحدة على مساحة إجمالية 170,926 متراً مربعاً.
- مشروع قرية الخالدية بمدينة أبو ظبي المساحة الأرضية الإجمالية 43,394 متراً مربعاً وبعدد 150 وحدة سكنية.

### مشاريع قيد التنفيذ
- مشروع تطوير شاطئ الراحة الذي تبلغ مساحته 5.2 مليون متر مربع.
- مشروع تطوير حدائق الراحة بمساحة 1.06 مليون متر مربع.
- مشروع تطوير منطقة القرم الذي تبلغ مساحتع 1.8 مليون متر مربع.
- مشروع إعادة تطوير السوق المركزي بمساحة 63.000 متر مربع.
- مشروع جزيرة ياس ويتضمن حلبة مرسى ياس، فندق مرسى ياس، وعالم فيراري.
- مشروع "جنان"في إمارة دبي ، بالشراكة مع "دبي القابضة " بمساحة مليون متر مربع .[7]

## احصائيات
| البيان                  | القيمة         | القيمة         |
| البيان                  | 2019           | 2018           |
| ----------------------- | -------------- | -------------- |
| الإيرادات               | 7.1 مليار درهم | 6.3 مليار درهم |
| إجمالي الأرباح          | 2.8 مليار درهم | 2.6 مليار درهم |
| صافي الأرباح            | 1.9 مليار درهم | 1.9 مليار درهم |
| توزيعات الأرباح لكل سهم | 14.5 فلس       | 14.0 فلس       |

## روابط خارجية
- موقع الشركة الرسمي